# Thor Able Star
Thor Able Star (Thor Ablestar) – amerykańska rakieta nośna wywodząca się z rakiety IRBM Thor. Wynosiła głównie wojskowe satelity programu Transit wraz z innymi ładunkami eksperymentalnymi. Niektóre z nich pozostają nadal tajne.

## Człony
- Thor DM-21 – człon rakiet nośnych będący zaadaptowanym międzykontynentalnym pociskiem PGM-17 Thor. Stanowił podstawowy człon wielu rakiet nośnych i stanowił początek najważniejszej dla USA serii rakiety typu Delta, która to jest rozwijana i produkowana do chwili obecnej.
- Able Star – pisany również jako Ablestar lub Able-Star – amerykański człon rakiet nośnych będący ostatnim członem rakiet Thor Able Star. Napędzany silnikiem AJ10-104 na hipergolową mieszankę kwasu azotowego i UDMH, pochodnej hydrazyny. Używany w latach 1960-1969. Koszt jednostkowy ok. 5 mln USD.
  - Osiągi:
    - Siła ciągu w próżni: 35,088 kN
    - Impuls właściwy w próżni/na poziomie morza: 278 s/210 s
    - Maks. czas działania: 296 s
    - Dł.×śr.×rozp.: 5,58 m×1,40 m×1,40 m
    - Masa pustego/maks.: 590/4470 kg

## Chronologia
1. 13 kwietnia 1960, 12:02:36 GMT; s/n 257 AB002; miejsce startu: Przylądek Canaveral (LC17B), USA
Ładunek: Transit 1B, model satelity Solrad 1; Uwagi: start udany
2. 22 czerwca 1960, 05:54 GMT; s/n 281 AB003; miejsce startu: Przylądek Canaveral (LC17B), USA
Ładunek: Transit 2A, Solrad 1; Uwagi: start udany
3. 18 sierpnia 1960, 19:58 GMT; s/n 262 AB004; miejsce startu: Przylądek Canaveral (LC17B), USA
Ładunek: Courier 1A; Uwagi: start nieudany – rakieta eksplodowała 150 s po starcie
4. 4 października 1960, 17:50 GMT; s/n 293 AB005; miejsce startu: Przylądek Canaveral (LC17B), USA
Ładunek: Courier 1B; Uwagi: start udany
5. 30 listopada 1960, 19:50 GMT; s/n 283 AB006; miejsce startu: Przylądek Canaveral (LC17B), USA
Ładunek: Transit 3A, GRAB 2 (Solrad 2); Uwagi: start nieudany – człon główny Thor DM-21 wyłączył się za wcześnie. Rakieta została zniszczona przez obsługę naziemną.
6. 22 lutego 1961, 03:45 GMT; s/n 313 AB007; miejsce startu: Przylądek Canaveral (LC17B), USA
Ładunek: Transit 3B, LOFTI 1; Uwagi: start częściowo nieudany – satelity nie oddzieliły się od siebie
7. 29 czerwca 1961, 04:22 GMT; s/n 315 AB008; miejsce startu: Przylądek Canaveral (LC17B), USA
Ładunek: Transit 4A, Solrad 3, Injun 1; Uwagi: start częściowo nieudany – satelity Solrad 3 i Injun 1 nie oddzieliły się od siebie
8. 15 listopada 1961, 22:19 GMT; s/n 305 AB009; miejsce startu: Przylądek Canaveral (LC17B), USA
Ładunek: Transit 4B, TRAAC; Uwagi: start udany
9. 24 stycznia 1962, 09:30 GMT; s/n 311 AB010; miejsce startu: Przylądek Canaveral (LC17B), USA
Ładunek: GRAB 4 (Solrad 4), Injun 2, SURCAL 1, LOFTI 2, SECOR; Uwagi: start nieudany
10. 10 października 1962, 12:06 GMT; s/n 314 AB011; miejsce startu: Przylądek Canaveral (LC17B), USA
Ładunek: ANNA 1A; Uwagi: start nieudany – człon Able-Star nie uruchomił się
11. 31 października 1962, 08:08 GMT; s/n 319 AB012; miejsce startu: Przylądek Canaveral (LC17A), USA
Ładunek: ANNA 1B; Uwagi: start udany
12. 28 września 1963, 20:22 GMT; s/n 375 AB013; miejsce startu: Vandenberg (LC75-1-1), USA
Ładunek: Transit 5BN-1, Transit 5E-1; Uwagi: start udany
13. 5 grudnia 1963, 21:51 GMT; s/n 385 AB015; miejsce startu: Vandenberg (LC75-1-1), USA
Ładunek: Transit 5BN-2, Transit 5E-3; Uwagi: start udany
14. 21 kwietnia 1964, 18:50 GMT; s/n 379 AB014; miejsce startu: Vandenberg (LC75-1-1), USA
Ładunek: Transit 5BN-3, Transit 5E-4; Uwagi: start nieudany
15. 6 października 1964, 17:04:21 GMT; s/n 423 AB016; miejsce startu: Vandenberg (LC75-1-2), USA
Ładunek: Transit O-1, Calsphere 1, Calsphere 2; Uwagi: start udany
16. 13 grudnia 1964, 00:08:10 GMT; s/n 427 AB017; miejsce startu: Vandenberg (LC75-1-2), USA
Ładunek: Transit O-2, Transit 5E-5; Uwagi: start udany
17. 11 marca 1965, 13:39:59 GMT; s/n 440 AB018; miejsce startu: Vandenberg (LC75-1-1), USA
Ładunek: Transit O-3, SECOR 2; Uwagi: start udany
18. 26 czerwca 1965, 22:35:29 GMT; s/n 447 AB019; miejsce startu: Vandenberg (LC75-1-1), USA
Ładunek: Transit O-4; Uwagi: start udany
19. 13 sierpnia 1965, 22:11:24 GMT; s/n 455 AB020; miejsce startu: Vandenberg (LC75-1-1), USA
Ładunek: Transit O-5, Dodecapole 2, Tempsat 1, Navspasur Rod, Calsphere 4A, SURCAL 5; Uwagi: start udany